# Stedelijke Academie voor Podiumkunsten Adriaan Willaert
De Stedelijke Academie voor Podiumkunsten Adriaan Willaert (STAP Roeselare) is een academie te Roeselare. Voorheen heette de school 'Stedelijke Academie voor Muziek, Woord en Dans Adriaan Willaert' (SAMWD).

## Geschiedenis
De vrije muziekschool werd gesticht in 1921 met ongeveer 190 leerlingen. Van 1921 tot 1960 werd de school als vrije muziekacademie genoemd. Door financiële problemen was het noodzakelijk de academie aan de stad over te dragen. Sindsdien was het de stedelijke academie van woord en muziek. In 2013 veranderde de naam in Stedelijke Academie voor Podiumkunsten Adriaan Willaert, omdat ook de richting dans aangeboden werd. In de loop der jaren stonden verschillende directeuren aan het hoofd van de muziekschool: componist, organist en dirigent Joseph Hanoulle, organist Kamiel D'Hooghe, Antoon Vercruysse, Jaak Maertens, Freddy Coppé en Dirk Lievens.

## Aanbod
De vakken worden onderverdeeld in 'graden'.

### Muziek
- Lagere graad: algemene muziekleer (jongeren), algemene muziekleer (volwassenen)
- Middelbare graad: algemene muziekcultuur, algemene muziektheorie, instrument, samenspel, stemvorming, zang
- Hogere graad: algemene muzikale vorming, instrument, muziekgeschiedenis, muziektheorie, samenspel, stemvorming, zang
- keuze van instrumenten: accordeon, altfluit, altsaxofoon, altviool, basklarinet, bastuba, blokfluit, bugel, cello, klavecimbel, contrabas, contrafagot, kornet, dwarsfluit, eufonium, fagot, gitaar, harp, hobo, hoorn, klarinet, es-klarinet, orgel, piano, piccolo, slagwerk, tenorsaxofoon, trombone, trompet, tuba, viool
- Instrumenten jazz en lichte muziek: piano, keyboard

### Woord
- Lagere graad: woordkunst (jongeren)
- Middelbare graad: toneel (volwassenen), voordracht (volwassenen), welsprekendheid (volwassenen), woordkunst (jongeren)
- Hogere graad: toneel, voordracht, welsprekendheid

### Dans
- Lagere graad: algemene artistieke bewegingsleer (volwassenen), algemene artistieke bewegingsleer (jongeren)
- Middelbare graad: klassieke dans

## Filialen
De academie richtte in de loop der tijd filialen op in onder meer:
- Beveren
- Dadizele
- Gits
- Hooglede
- Koekelare
- Kortemark
- Ledegem
- Lichtervelde
- Moorslede
- Oostnieuwkerke
- Rumbeke
- Staden